# Дхобі Ґат

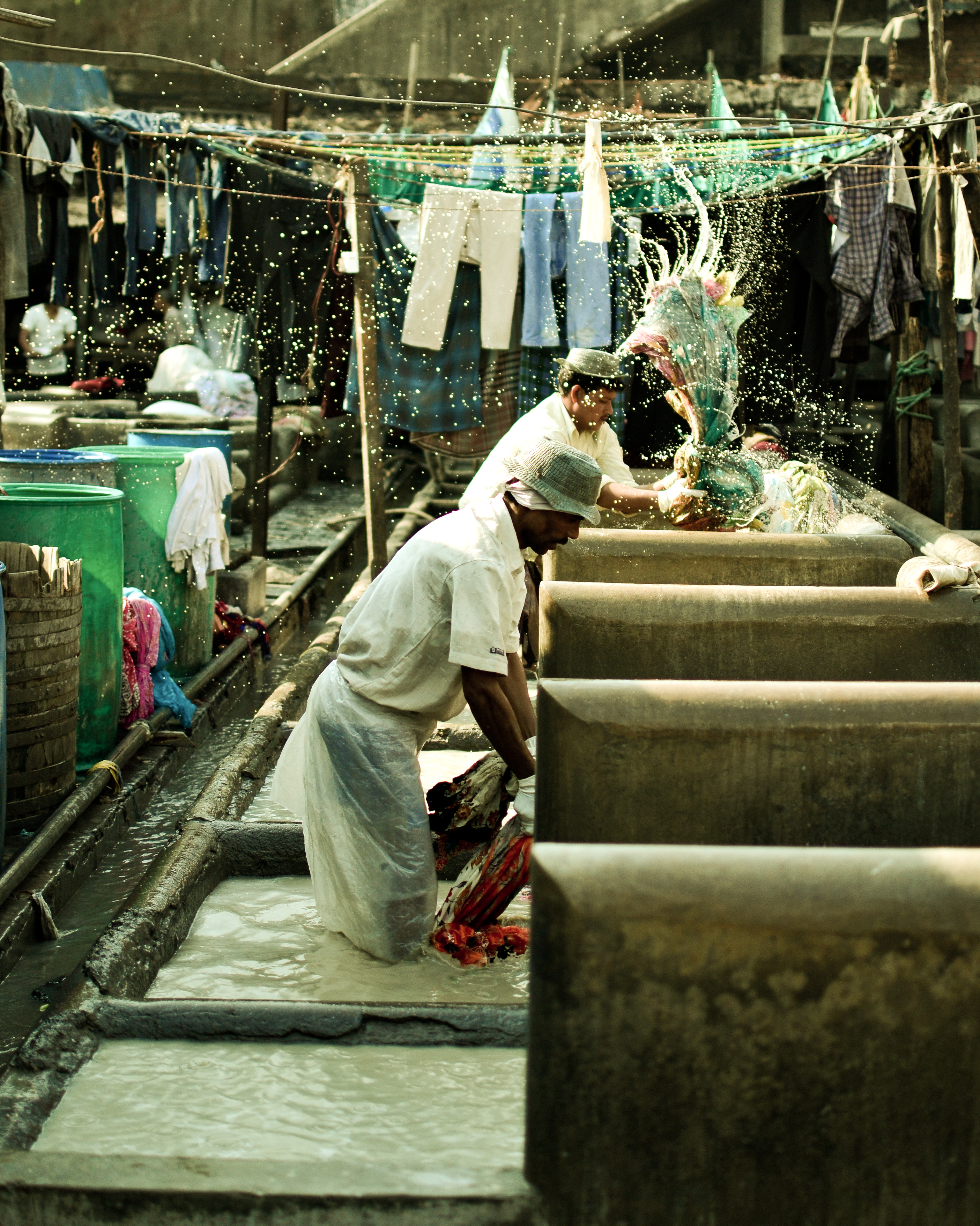
Дхобі Ґат

Дхобі Ґат — історична пральня просто неба у Мумбаї, якій уже понад 130 років. Загальна кількість невеличких басейнів для прання сягає 1026.